# Riu Ruzizi
El Ruzizi o Rusizi és un riu, afluent del riu Congo, que té una llargada de 117 km i un cabal mitjà de 100 m³/s, que neix al Llac Kivu fins al Llac Tanganyika a l'Àfrica central. Davalla en total des d'una altitud 1500 m als 770 m. El pendent més fort es troba als 40 km inicials del seu curs i és allà on s'han instal·lat centrals hidroelèctriques. Arriba al llac Tanganyika formant un delta.
El Ruzizi és un riu de formació recent (fa uns 10.000 anys) i es va originar per fenòmens vulcànics associats amb aixecament de les Muntanyes Virunga.
Aquest riu fa frontera entre Ruanda,a l'est, i la República Democràtica del Congo, a l'oest. Més avall del seu curs forma una part de la frontera entre la República Democràtica del Congo i l'estat de Burundi

Al segle xix els exploradors britànics com Richard Francis Burton i John Hanning Speke, desconeixedors de la direcció del curs del riu Ruzizi, creien que el riu es dirigia cap al Nil Blanc. David Livingstone i Henry Morton Stanley van descobrir que aquesta no era la direcció.

## Fauna i flora
Hi ha un cocodril, molt publicitat, anomenat Gustave que habita la riba del riu Ruzizi i les ribes nord del Llac Tanganyika. Gustave, fa uns 6 m de llargada i pesa uns 900 kg i es creu que ha matat i s'ha menjat moltes persones.
Les herbes altes ciperàcies són comunes en les abundants zones pantanoses també hi ha zones amb pastures per la ramaderia.